# Ferdinand Alphonse Hamelin

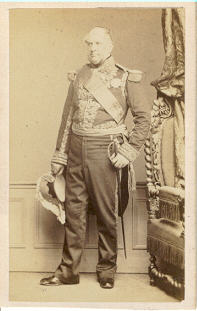
Ferdinand Alphonse Hamelin

Ferdinand Alphonse Hamelin (* 2. September 1796 in Pont-l’Évêque, Calvados; † 16. Januar 1864 in Paris) war ein französischer Admiral und Marineminister.
Hamelin trat schon 1807 in den Marinedienst, begleitete seinen Onkel, den Admiral Jacques Félix Emmanuel Hamelin, nach den indischen Gewässern, wurde 1808 Fähnrich, trieb 1827 als Befehlshaber einer Fregatte im Mittelmeer die algerischen Seeräuber zu Paaren und nahm auch, nach einer Sendung in die Südsee, 1830 an der Expedition gegen Algier mit Auszeichnung teil.
1836 avancierte er zum Linienschiffskapitän, 1842 zum Konteradmiral, und 1844 wurde er zum Kommandanten der französischen Station in der Südsee ernannt. Kurz vor der Februarrevolution aus Ozeanien abberufen, wurde er am 7. Juli von der Republik zum Vizeadmiral ernannt.
1849 wurde er Generalinspektor in Toulon und Rochefort, dann Seepräfekt in Toulon und Mitglied des Admiralitätsrats.
1853 erhielt er das Kommando über das Übungsgeschwader im Mittelmeer und segelte mit diesem, als der Ausbruch des Kriegs mit Russland drohte, zunächst nach der Beşiktaş-Bucht und von da im Verein mit der britischen Flotte im November ins Schwarze Meer.
Während des Krimkrieges leitete er 22. April 1854 das Bombardement von Odessa, zerstörte zwar einen Teil der dahin geflüchteten russischen Handelsflotte, errang aber im Übrigen wenige militärische Erfolge. Erheblichere Dienste leistete er bei der Überschiffung der Armeen der Westmächte von Warna nach der Krim. Bei dem am 17. Oktober gegen Sewastopol eröffneten und von der Festung erwiderten fünfstündigen furchtbaren Feuer der alliierten Flotte litt Hamelins Admiralschiff Ville de Paris am bedeutendsten.
Am 23. Dezember 1854 nach Frankreich zurückberufen, wurde er zum Admiral und zum Senator ernannt und im April 1855 mit dem Portefeuille des Marineministeriums betraut, das er bis 1860 innehatte.
Er wurde im Caveau des Gouverneurs der Cathédrale Saint-Louis-des-Invalides in Paris beigesetzt.
Dieser Artikel basiert auf einem gemeinfreien Text aus Meyers Konversations-Lexikon, 4. Auflage von 1888 bis 1890.
| Personendaten    | Personendaten               |
| ---------------- | --------------------------- |
| NAME             | Hamelin, Ferdinand Alphonse |
| KURZBESCHREIBUNG | französischer Admiral       |
| GEBURTSDATUM     | 2. September 1796           |
| GEBURTSORT       | Pont-l’Évêque (Calvados)    |
| STERBEDATUM      | 16. Januar 1864             |
| STERBEORT        | Paris                       |